# Zemský okres Východní Prignitz-Ruppin
Zemský okres Východní Prignitz-Ruppin (německy Landkreis Ostprignitz-Ruppin) je zemský okres v německé spolkové zemi Braniborsko. Sídlem správy zemského okresu je město Neuruppin. Má přibližně 99 tisíc obyvatel.

## Města a obce
| Města: 1. Kyritz 2. Lindow (Mark) 3. Neuruppin 4. Neustadt (Dosse) 5. Rheinsberg 6. Wittstock/Dosse | Obce: 1. Breddin 2. Dabergotz 3. Dreetz 4. Fehrbellin 5. Heiligengrabe 6. Herzberg (Mark) 7. Märkisch Linden 8. Rüthnick 9. Sieversdorf-Hohenofen 10. Storbeck-Frankendorf 11. Stüdenitz-Schönermark 12. Temnitzquell 13. Temnitztal 14. Vielitzsee 15. Walsleben 16. Wusterhausen/Dosse 17. Zernitz-Lohm |